# Cleethorpes
Cleethorpes (/ˈkliːθɔːrps/) là thị trấn ven biển tọa lạc trên cửa sông Humber ở North East Lincolnshire, Lincolnshire, nước Anh với dân số 29.678 người vào năm 2021. Nơi đây đã có người ở cố định từ thế kỷ 6, với ngành công nghiệp ban đầu là đánh bắt cá, rồi về sau phát triển thành khu nghỉ dưỡng vào thế kỷ 19. Trước khi trở thành một thị trấn thống nhất, Cleethorpes bao gồm ba ngôi làng nhỏ gọi là Itterby, Oole và Thrunscoe.
Thị trấn này nằm trên kinh tuyến Greenwich và lượng mưa trung bình hàng năm của thị trấn thuộc loại thấp nhất ở Quần đảo Anh.
Năm 2021, The Trainline đã vinh danh bãi biển Cleethorpes là điểm đến ven biển tốt thứ hai ở Vương quốc Liên hiệp Anh mà du khách có thể đến được bằng tàu hỏa, chỉ sau Margate.
Ngày 22 tháng 9 năm 1956 lúc 3 giờ chiều, có người đã phát hiện một chiếc UFO trong hơn một giờ ngoài khơi bờ biển Cleethorpes; nó cũng được nhìn thấy bằng radar tại Căn cứ Không quân Hoàng gia Manby. Đó là vật thể hình cầu lớn có vẻ ngoài giống như thủy tinh. Sự kiện Lakenheath–Bentwaters đã xảy ra vào tháng trước ngay tại nơi đây.